# Трин-трава
«Трин-трава» (рос. «Трын-трава») — радянський художній фільм кінорежисера Сергія Никоненка, знятий в 1976 році. Прем'єра фільму відбулася 15 жовтня 1976 року.

## Сюжет
Непросто живеться механізаторові Степану Калашникову (Сергій Никоненко) зі своєю коханою дружиною Лідією (Лідія Федосєєва-Шукшина). Лідія любить помріяти серед соняшників, а Степану здається, що вона мріє про принца, але ніяк не про «чоловіка-трудівника». Степан скандалить, йде з дому, але завжди повертається.
Під час чергового такого скандалу в колгосп приїжджає студент — практикант Вадим (Микола Бурляєв). Його обурює грубе ставлення Степана до своєї дружини. Вадим бере Лідію під свою опіку. Він читає їй вірші, розповідає цікаві факти з життя комах, а також втовкмачує, що вона не повинна терпіти грубу поведінку свого чоловіка Степана.
Зрештою, на прохання голови колгоспу (Євген Шутов), Вадим їде. Але Лідія вже звикла до нього і їде слідом за ним в місто. У міському інститутському гуртожитку Вадим втовкмачує Лідії. На наступний день Лідія повертається в своє село. На поромі її зустрічає вірний чоловік Степан.

## У ролях
- Сергій Никоненко — Степан Гнатович Калашников
- Лідія Федосєєва-Шукшина — Лідія Василівна Калашникова
- Микола Бурляєв — Вадим, студент-біолог
- Євген Шутов — голова колгоспу «Зоря» Жорж Жоржович
- Олександр Пятков — Віктор, помічник Степана Калашникова
- Лариса Удовиченко — наречена Віктора
- Олексій Ванін — голова райкому Олександр Захарович
- Світлана Харитонова — Карпівна, квартирна хазяйка студента Вадима
- Марія Виноградова — Паконя, сусідка Степана і Лідії Калашникових
- Віктор Уральський — Федько, житель села
- Ігор Безяєв — Максимович
- Олександра Данилова — трубачка в оркестрі
- Катерина Вороніна — працівниця «Будинку колгоспника»
- Олег Савосін — людина на вокзалі
- Клавдія Хабарова — епізод

## Знімальна група
- Режисер:  Сергій Никоненко
- Сценарист:  Віктор Мережко
- Оператори:  Михайло Агранович,  Володимир Захарчук
- Художник:  Ірина Шретер
- Композитор:  Володимир Мартинов
- Диригент: Юрій Ніколаєвський